# (17208) Pokrovska
(17208) Pokrovska est un astéroïde de la ceinture principale.

## Description
(17208) Pokrovska est un astéroïde de la ceinture principale. Il fut découvert le 5 janvier 2000 à Socorro (Nouveau-Mexique) par le projet LINEAR. Il présente une orbite caractérisée par un demi-grand axe de 2,73 UA, une excentricité de 0,04 et une inclinaison de 5,6° par rapport à l'écliptique.

## Compléments